# Горовий Олександр Іванович
Олекса́ндр Іва́нович Горови́й (нар. 20 травня 1950, Київ) — український тренер з академічного веслування, Заслужений тренер України (1988). Старший тренер (з резерву) національної збірної команди України з академічного веслування.
Закінчив Київський інститут фізичної культури (1988).
Працює в дитячо-юнацькій спортивній школі олімпійського резерву з академічного веслування «Буревісник» в м. Києві.
Тренував призерів Олімпійських Ігор, чемпіонів та призерів чемпіонатів світу та Європи, в тому числі чемпіонів світу 2011 р. серед молоді U-23: Олександра Надтоку та Юрія Іванова, чемпіонку світу 2009 р., триразову чемпіонку Європи Анастасію Коженкову та інших.

## Державні нагороди
- Заслужений працівник фізичної культури і спорту України (15 серпня 2012) — за значний особистий внесок у розвиток олімпійського руху, підготовку спортсменів міжнародного класу, забезпечення високих спортивних результатів національної збірної команди України на ХХХ літніх Олімпійських іграх у Лондоні[3]